# Fotografía hemisférica

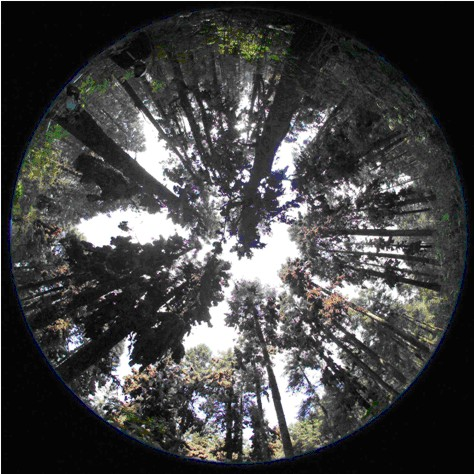
La fotografía hemisférica solía usarse para estudiar el microclima del hábitat de descanso invernal en la Reserva de la Biosfera de la Mariposa Monarca, México.

La fotografía hemisférica, también conocida como fotografía de dosel, es una técnica para estimar la radiación solar y caracterizar la geometría del dosel arbóreo utilizando fotografías tomadas mirando hacia arriba a través de un objetivo gran angular extremo o un objetivo ojo de pez (Rich 1990). Por lo general, el ángulo de visión se aproxima o es igual a 180 grados, de modo que todas las direcciones del cielo son visibles simultáneamente. Las fotografías resultantes registran la geometría del cielo visible o, a la inversa, la geometría de la obstrucción del cielo por las copas de los árboles u otras características cercanas al suelo. Esta geometría puede medirse con precisión y usarse para calcular la radiación solar transmitida a través (o interceptada por) las copas de las plantas, así como para estimar aspectos de la estructura de la copa como el índice de área foliar. Paul Rich (1989, 1990) y Robert Pearcy (1989) han proporcionado tratamientos detallados de la metodología analítica y de campo.

## Historia
La lente hemisférica (también conocida como objetivo ojo de pez o lente de cielo completo) fue diseñada originalmente por Robin Hill (1924) para ver todo el cielo para estudios meteorológicos de formación de nubes. Los forestales y ecologistas concibieron el uso de técnicas fotográficas para estudiar el entorno de luz en los bosques mediante el examen de la geometría del dosel. En particular, Evans y Coombe (1959) estimaron la penetración de la luz solar a través de las aberturas del dosel del bosque superponiendo diagramas de la trayectoria del sol en fotografías hemisféricas. Más tarde, Margaret Anderson (1964, 1971) proporcionó un tratamiento teórico completo para calcular la transmisión de componentes directos y difusos de la radiación solar a través de las aberturas del dosel utilizando fotografías hemisféricas. En ese momento, el análisis de fotografías hemisféricas requería una tediosa puntuación manual de superposiciones de cuadrantes del cielo y la trayectoria del sol. Con la llegada de las computadoras personales, los investigadores desarrollaron técnicas digitales para el análisis rápido de fotografías hemisféricas (Chazdon y Field 1987, Rich 1988, 1989, 1990, Becker et al. 1989). En los últimos años, los investigadores han comenzado a utilizar cámaras digitales en favor de las cámaras de película y se están desarrollando algoritmos para la clasificación y el análisis automatizados de imágenes. Se han puesto a disposición varios programas de software comerciales para el análisis de fotografías hemisféricas, y la técnica se ha aplicado para diversos usos en ecología, meteorología, silvicultura y agricultura.

## Aplicaciones
La fotografía hemisférica se ha utilizado con éxito en una amplia gama de aplicaciones que incluyen la caracterización de micrositios y la estimación de la radiación solar cerca del suelo y debajo de las copas de las plantas. Por ejemplo, la fotografía hemisférica se ha utilizado para caracterizar los lugares de descanso de las mariposas monarca en invierno (Weiss et al. 1991), los efectos de los bordes del bosque (Galo et al. 1991), la influencia de los espacios de caída de árboles en la regeneración de árboles (Rich et al. 1993). ), la variabilidad espacial y temporal de la luz en el sotobosque de la selva tropical (Clark et al. 1996), los impactos de los huracanes en la ecología forestal (Bellingham et al. 1996), el índice de área foliar para la validación de la teledetección (Chen et al. 1997), arquitectura del dosel de los bosques boreales (Fournier et al. 1997), ambiente de luz en bosques templados húmedos ancianos (Weiss 2000), y manejo de espalderas de viñedos para hacer mejores vinos (Weiss et al. 2003).

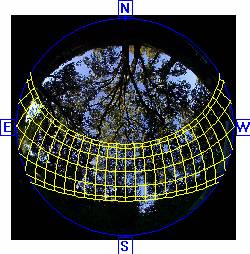
Fotografía hemisférica con superposición de pasos de penetración de luz solar vistos desde un dosel cerrado en San Francisquito Creek, Península de San Francisco, California, utilizada para estudios del hábitat de la trucha arco iris.

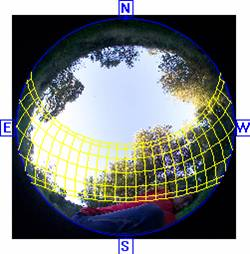
Fotografía hemisférica de un dosel abierto de San Francisquito Creek. La superposición del paso de luz solar permite calcular la exposición solar y sirve para ver cuánto influye en la temperatura del agua.

## Teoría

### Cálculos de Radiación solar
Los componentes directos y difusos de la radiación solar se calculan por separado (consulte el equilibrio térmico de la Tierra). La radiación directa se calcula como la suma de toda la radiación directa (haz solar) que se origina en las direcciones visibles (no oscurecidas) del cielo a lo largo de la trayectoria del sol. De manera similar, la radiación solar difusa se calcula como la suma de toda la radiación difusa (dispersada desde la atmósfera) que se origina en cualquier dirección visible (no oscurecida) del cielo (ver radiación difusa del cielo). La suma de componentes directos y difusos da radiación global.
Estos cálculos requieren distribuciones teóricas o empíricas de radiación directa y difusa al aire libre, sin dosel u otra obstrucción del cielo. Por lo general, los cálculos se realizan para la radiación fotosintéticamente activa (400-700 nanómetros) o la insolación integrada en todas las longitudes de onda, medida en kilovatios-hora por metro cuadrado (kW h/m2).
El supuesto fundamental es que la mayor parte de la radiación solar se origina en direcciones del cielo visibles (no oscurecidas), un fuerte efecto de primer orden, y que la radiación reflejada del dosel u otras características cercanas al suelo (direcciones del cielo no visibles u oscuras) es insignificante, un efecto de segundo orden. Otro supuesto es que la geometría del cielo visible (no oscurecido) no cambia durante el período para el que se realizan los cálculos.

### Cálculos de dosel
Los índices del dosel, como el índice de área foliar (LAI), se basan en el cálculo de la fracción del espacio vacío en el dosel, es decir, la proporción de cielo visible (no oscurecido) en función de la dirección del cielo. El índice de área foliar se calcula típicamente como el área foliar por unidad de área del suelo que produciría la distribución de la fracción del espacio vacío en el dosel observado, dado el supuesto de una distribución aleatoria del ángulo de la hoja, o una distribución conocida del ángulo de la hoja y el grado de aglutinación. El cálculo del LAI utilizando este método indirecto puede ser muy impreciso. Para una explicación más detallada, consulte el índice de área foliar.

## Índices

Fotografía hemisférica utilizada para estudiar el LAI, el cierre del dosel, u otros índices de dosel.

El Factor de Sitio Directo (FSD, en inglés DSF) es la proporción de radiación solar directa en un lugar determinado en relación con el exterior, ya sea integrado a lo largo del tiempo o resuelto según intervalos de tiempo del día y / o estación.
El Factor de Sitio Indirecto (FSI, en inglés ISF) es la proporción de radiación solar difusa en una ubicación determinada en relación con la que está al aire libre, ya sea integrada en el tiempo para todas las direcciones del cielo o resuelta por la dirección del sector del cielo.
El Factor de Sitio Global (FSG, en inglés GSF) es la proporción de la radiación solar global en una ubicación dada en relación con la que está al aire libre, calculada como la suma de FSD y FSI ponderada por la contribución relativa de los componentes directos frente a los difusos. A veces, este índice también se denomina Factor Lateral Total (FLT, en inglés TSF).
Los índices pueden estar sin corregir o corregidos por el ángulo de incidencia con respecto a una superficie de interceptación plana. Los valores sin corregir ponderan la radiación solar que se origina en todas las direcciones por igual. Los valores corregidos ponderan la radiación solar por el coseno del ángulo de incidencia, teniendo en cuenta la intercepción real desde direcciones normales a la superficie de interceptación.
El Índice de Área Foliar (LAI) es el área de superficie foliar total por unidad de área de tierra.
La Fracción del Vacío (en inglés GapF) es la cantidad en porcentaje del dosel de los árboles en relación con toda la zona de medición.

## Metodología
La fotografía hemisférica tiene cinco pasos: adquisición de fotografías, digitalización, registro, clasificación y cálculo. El registro, la clasificación y el cálculo se realizan utilizando un software de análisis fotográfico hemisférico dedicado.

### Adquisición de fotografía
Las fotografías hemisféricas que miran hacia arriba se obtienen típicamente bajo una iluminación uniforme del cielo, temprano o tarde en el día o bajo condiciones nubladas. La orientación conocida (cenit y acimut) es esencial para un registro adecuado con el sistema de coordenadas hemisférico de análisis. Incluso la iluminación es esencial para una clasificación de imágenes precisa. Un soporte autonivelante (cardanes) puede facilitar la adquisición asegurando que la cámara esté orientada para apuntar directamente hacia el cenit. La cámara normalmente está orientada de manera que el norte (absoluto o magnético) esté orientado hacia la parte superior de la fotografía.
El objetivo utilizado en la fotografía hemisférica es generalmente un ojo de pez circular, como el objetivo de ojo de pez Nikkor de 8 mm. Los ojos de pez de fotograma completo (o fullframe) no son adecuados para la fotografía hemisférica, ya que solo capturan 180 ° completos en diagonal y no proporcionan una vista hemisférica completa.
En los primeros años de la técnica, la mayoría de las fotografías hemisféricas se adquirieron con cámaras de 35 mm (por ejemplo, Nikon FM2 con una lente de ojo de pez Nikkor de 8 mm) utilizando una película en blanco y negro de alto contraste y alta ASA (vendría a ser lo mismo que la ISO). Posteriormente, se hizo común el uso de películas en color o diapositivas. Recientemente, la mayoría de las fotografías se adquieren con cámaras digitales (por ejemplo, Kodak DCS Pro 14nx con un objetivo de ojo de pez Nikkor de 8 mm).
Cuando las imágenes se adquieren de ubicaciones con grandes diferencias en la apertura (por ejemplo, ubicaciones de dosel cerrado y dosel con vacíos o espacios) es esencial controlar la exposición de la cámara. Si se permite que la cámara ajuste automáticamente la exposición (que está controlada por la apertura y la velocidad del obturador), el resultado es que las aberturas pequeñas en condiciones cerradas serán brillantes, mientras que las aberturas del mismo tamaño en condiciones abiertas serán más oscuras (por ejemplo, las áreas con dosel alrededor de un espacio o vacío). Esto significa que durante el análisis de la imagen, los agujeros del mismo tamaño se interpretarán como "cielo" en una imagen de dosel cerrado y "dosel" en la imagen de dosel abierto. Sin controlar la exposición, se subestimarán las diferencias reales entre las condiciones de dosel cerrado y abierto.

### Digitalización
Las fotografías se digitalizan y guardan en formatos de imagen estándar. Para las cámaras de película, este paso requiere un escáner de negativos o diapositivas o un digitalizador de video. Para las cámaras digitales, este paso se produce a medida que se adquieren las fotografías.

### Registro
El registro de fotografías implica alinear las fotografías con el sistema de coordenadas hemisféricas utilizado para el análisis, en términos de traslación (centrado), tamaño (coincidencia de los bordes de la fotografía y el horizonte en el sistema de coordenadas) y rotación (alineación azimutal con respecto a las direcciones de la brújula).

### Clasificación
La clasificación de fotografías implica determinar qué píxeles de la imagen representan direcciones del cielo visibles (no oscurecidas) versus no visibles (oscurecidas). Por lo general, esto se ha logrado utilizando el umbral interactivo, mediante el cual se selecciona un umbral apropiado para que coincida mejor con una clasificación binaria con la visibilidad del cielo observada, con valores de intensidad de píxeles por encima del umbral clasificados como visibles y valores de intensidad de píxeles por debajo del umbral clasificados como no visibles. Recientemente se han realizado avances en el desarrollo de algoritmos de umbral automático, sin embargo, aún se necesita más trabajo antes de que sean completamente confiables.

### Cálculo
El cálculo de fotografías hemisféricas utiliza algoritmos que calculan la fracción de espacio en función de la dirección del cielo y calculan la geometría deseada del dosel y / o los índices de radiación solar. Para la radiación solar, el cálculo rápido a menudo se logra utilizando tablas de búsqueda precalculadas de valores de radiación solar teóricos o empíricos resueltos por sector del cielo o posición en la trayectoria solar.